# 统一可扩展固件接口论坛
统一可扩展固件接口论坛（英語：Unified Extensible Firmware Interface Forum，简称UEFI Forum）是一个由计算机业界十一家知名公司共同发起成立的非营利性质产业联盟，旨在推广计算机基础固件规范统一可扩展固件接口（UEFI），以及制定有關的規範（Specification），如UEFI、ACPI。

## 组织架构

### 工作组
统一可扩展固件接口论坛下设四个工作组与一个董事会。下表介绍了这些下属组织：
| 工作组               | 现任主席     | 作用                                       |
| -------------------- | ------------ | ------------------------------------------ |
| 业界关系工作组ICWG   | Michael Krau | 负责与工业界以及其他产业联盟沟通，推广UEFI |
| 平台初始化工作组PIWG | Mark Doran   | 负责制定平台初始化规范PI                   |
| UEFI规范工作组USWG   | Mark Doran   | 负责制定UEFI规范                           |
| UEFI测试工作组UTWG   | 魏东         | 负责验证规范，开发UEFI SCT                 |

### 会员
统一可扩展固件接口论坛有三种不同类型的会员资格，分别是推广者会员（Promoter），贡献者会员（Contributor）以及采纳者会员（Adopter）。此外还包括独立会员。其中的推广者会员（也叫创始者会员）是由最初发起成立论坛的会员公司担当。而贡献者会员则代表了为UEFI的推广，演进做出了贡献的公司。采纳者会员包含了已经或者计划采纳UEFI为其固件标准或者其产品支持UEFI标准的公司。而独立会员则包含了那些以个人身份参加的自然人。其中除去推广者会员以外，成为何种会员类型由参与公司自行决定。不同的会员资格有不同的年费。

#### 推广者会员
- AMD
- American Megatrends
- Apple
- Dell
- Hewlett-Packard
- Hewlett-Packard Enterprise
- IBM
- Insyde
- Intel
- ARM
- Lenovo
- Microsoft
- Phoenix Technologies（英语：Phoenix Technologies）

## 当前适用规范
- UEFI Specification，最新版本UEFI 2.8。
- UEFI Shell Specification，最新版本是2.2。
- UEFI Platform Initialization Specification，最新版本是1.7。
- UEFI Platform Initialization Distribution Packaging Specification，最新版本1.1。
- ACPI Specification，最新版本6.3。